# Reação aldólica de Tishchenko
A reação aldólica de Tishchenko é uma reação em cascata (em “tandem”)envolvendo uma reação aldólica e uma reação  de Tishchenko. Em síntese orgânica é um método para converter aldeídos e cetonas em compostos 1,3-hidroxilo. A sequência de reação em muitos exemplos inicia pela conversão de uma cetona em um enolato pela ação de di-isopropilamida de lítio (LDA). O mono-éster diol é então convertido no diol por uma etapa de hidrólise. Com tanto o acetil trimetilsilano como a propiofenona como reactantes, o diol é obtido como um diastereoisômero puro.